# Villenave-près-Béarn
Villenave-près-Béarn là một xã thuộc tỉnh Hautes-Pyrénées trong vùng Occitanie khu vực tây nam nước Pháp. Xã này nằm ở khu vực có độ cao trung bình 400 mét trên mực nước biển.